# Jiš'i
Jiš'i (hebrejsky יִשְׁעִי, v oficiálním přepisu do angličtiny Yish'i) je vesnice typu mošav v Izraeli, v Jeruzalémském distriktu, v Oblastní radě Mate Jehuda.

## Geografie
Leží v nadmořské výšce 189 metrů na pomezí zemědělsky využívané pahorkatiny Šefela a západního okraje zalesněných svahů Judských hor. Na severní straně míjí obec vodní tok Sorek.
Obec se nachází 31 kilometrů od břehu Středozemního moře, cca 40 kilometrů jihovýchodně od centra Tel Avivu, cca 26 kilometrů západně od historického jádra Jeruzalému a 2 kilometry západně od Bejt Šemeš. Jiš'i obývají Židé, přičemž osídlení v tomto regionu je etnicky převážně židovské.
Jiš'i je na dopravní síť napojen pomocí dálnice číslo 38. Na severním okraji obce probíhá těleso železniční trati z Tel Avivu do Jeruzaléma. Zastávka je ale jen v sousedním městě Bejt Šemeš.

## Dějiny
Jiš'i byl založen v roce 1950. Novověké židovské osidlování tohoto regionu začalo po válce za nezávislost tedy po roce 1948, kdy Jeruzalémský koridor ovládla izraelská armáda a kdy došlo k vysídlení většiny zdejší arabské populace.
Ke zřízení vesnice došlo 12. července 1950. Zakladateli byla skupina Židů z Jemenu, napojená na nábožensky orientovanou sionistickou organizaci ha-Po'el ha-Mizrachi. Jméno vesnice odkazuje na citát z biblické Knihy žalmů 27,1 - „Hospodin je světlo mé a moje spása, koho bych se bál? Hospodin je záštita mého života, z koho bych měl strach?“

## Demografie
Podle údajů z roku 2014 tvořili naprostou většinu obyvatel v Jiš'i Židé (včetně statistické kategorie "ostatní", která zahrnuje nearabské obyvatele židovského původu ale bez formální příslušnosti k židovskému náboženství).
Jde o menší obec vesnického typu s dlouhodobě rostoucí populací. K 31. prosinci 2014 zde žilo 715 lidí. Během roku 2014 populace stoupla o 3,6 %.
| Rok            | 1961 | 1972 | 1983 | 1995 | 2001 | 2003 | 2004 | 2005 | 2006 | 2007 | 2008 | 2009 | 2010 | 2011 | 2012 | 2013 | 2014 |
| -------------- | ---- | ---- | ---- | ---- | ---- | ---- | ---- | ---- | ---- | ---- | ---- | ---- | ---- | ---- | ---- | ---- | ---- |
| Počet obyvatel | 410  | 527  | 493  | 509  | 570  | 576  | 553  | 564  | 559  | 584  | 603  | 617  | 590  | 622  | 661  | 690  | 715  |